# Aegoidus calligrammus
Aegoidus calligrammus är en skalbaggsart som beskrevs av Bates 1885. Aegoidus calligrammus ingår i släktet Aegoidus och familjen långhorningar.
Artens utbredningsområde är Panama. Inga underarter finns listade i Catalogue of Life.